# Burgundi Blanka francia királyné
Burgundi Blanka (1296 k. – Maubuisson-apátság, 1326 áprilisa) Franciaország királynéja, IV. (Szép) Károly első felesége, IV. Ottó burgundi gróf és Matild artois-i grófnő leánya volt. Nővére, Johanna V. (Hosszú) Fülöp felesége lett.

## Élete
1308-ban, egy évvel azután, hogy nővére Fülöp herceg felesége lett, Blanka IV. (Szép) Fülöp legkisebb fiához, Károlyhoz ment feleségül Corbeil-Essonnes-ban. 1314 elején börtönbe vetették, mivel a Nesle-torony botránya során kiderült, hogy három éve viszonyt folytatott egy normandiai lovaggal, Gauthier d’Aunay-val, míg sógornője, a későbbi X. (Civakodó) Lajos felesége, Burgundi Margit annak fivérével, Philippe-pel csalta meg férjét. A harmadik királyi meny, Johanna mindehhez asszisztált.
Margitot és Blankát bűnükért a normandiai Château-Gaillard-ba záratták. 1322-ben lett Franciaország királynéja, azonban Károly nem volt hajlandó neki megbocsátani, és május 19-én így XXII. János pápa felbontotta a házasságukat, a vérrokonságra hivatkozva. Blanka apáca lett a Pontoise melletti Maubuisson-apátságban, ahol rövidesen meghalt.